# Rocket Man: Greatest Hits Live
Rocket Man: Greatest Hits Live – dwudziesta trzecia solowa trasa koncertowa Eltona Johna, w jej trakcie odbyły się 122 koncerty.
1. 28 września 2007 – Missoula, Montana, USA – Adams Center
2. 29 września 2007 – Bozeman, Montana, USA – Brick Breeden Fieldhouse
3. 30 września 2007 – Casper, Wyoming, USA – Casper Events Center
4. 5 października 2007 – Columbia, Maryland, USA – Mizzou Arena
5. 6 października 2007 – Omaha, Nebraska, USA – Qwest Center Omaha
6. 7 października 2007 – Sioux Falls, Dakota Południowa, USA – Sioux Falls Arena
7. 13 października 2007 – Kansas City, Kansas, USA – Sprint Center
8. 9 listopada 2007 – North Charleston, Karolina Południowa, USA – North Charleston Coliseum
9. 10 listopada 2007 – Orlando, Floryda, USA – Amway Arena
10. 11 listopada 2007 – Estero, Floryda, USA – Germain Arena
11. 20 listopada 2007 – Tokio, Japonia – Nippon Budokan
12. 21 listopada 2007 – Tokio, Japonia – Nippon Budokan
13. 24 listopada 2007 – Tanunda, Australia – Barossa Convention Center
14. 25 listopada 2007 – South East Queensland, Australia – Elysian Fields
15. 28 listopada 2007 – Sydney, Australia – Acer Arena
16. 30 listopada 2007 – Canberra, Australia – Stage 88
17. 1 grudnia 2007 – Hunter Valley, Australia – Tempus Two Winery
18. 2 grudnia 2007 – Hunter Valley, Australia – Tempus Two Winery
19. 4 grudnia 2007 – Townsville, Australia – Dairy Farmers Stadium
20. 6 grudnia 2007 – New Plymouth, Nowa Zelandia – TSB Bowl of Brooklands
21. 8 grudnia 2007 – Launceston, Australia – Aurora Stadium
22. 15 grudnia 2007 – Werribee, Australia – Werribee Park
23. 16 grudnia 2007 – Werribee, Australia – Werribee Park
24. 24 stycznia 2008 – Teneryfa, Hiszpania – Costa Adehe Golf
25. 28 lutego 2008 – Portland, Oregon, USA – Cumberland Civic Center
26. 2 marca 2008 – Sudbury, Kanada – Sudbury Community Arena
27. 3 marca 2008 – Kitchener, Kanada – Kitchener Memorial Auditorium
28. 6 marca 2008 – Manchester, New Hampshire, USA – Verizon Wireless Arena
29. 10 marca 2008 – Newark, Delaware, USA – Bob Carpenter Center
30. 12 marca 2008 – Savannah, Georgia, USA – Savannah Civic Center
31. 11 kwietnia 2008 – Missoula, Montana, USA – Adams Center
32. 12 kwietnia 2008 – Pullman, Waszyngton, USA – Beasley Coliseum
33. 13 kwietnia 2008 – Pullman, Waszyngton, USA – Beasley Coliseum
34. 18 kwietnia 2008 – Bakersfield, Kalifornia, USA – Rabobank Arena
35. 19 kwietnia 2008 – Anaheim, Kalifornia, USA – Honda Center
36. 23 kwietnia 2008 – Tallahassee, Floryda, USA – Leon County Civic Center
37. 24 kwietnia 2008 – Gainesville, Floryda, USA – O’Connell Center
38. 25 kwietnia 2008 – Pensacola, Floryda, USA – Pensacola Civic Center
39. 3 maja 2008 – Ischgl, Austria – Idalp
40. 7 maja 2008 – Kallang, Singapur – Singapoore Indoor Stadium
41. 10 maja 2008 – Perth, Australia – Members Equity Stadium
42. 12 maja 2008 – Sydney, Australia – Sydney Entertainment Centre
43. 14 maja 2008 – Auckland, Nowa Zelandia – Vector Arena
44. 17 maja 2008 – Darwin, Australia – TIO Stadium
45. 28 maja 2008 – Anchorage, Alaska, USA – Sullivan Arena
46. 29 maja 2008 – Fairbanks, Alaska, USA – Carlson Center
47. 30 maja 2008 – Anchorage, Alaska, USA – Carlson Center
48. 28 czerwca 2008 – Wiedeń, Austria – Wiener Stadthalle
49. 29 czerwca 2008 – Swansea, Walia – Liberty Stadium
50. 2 lipca 2008 – Halle, Niemcy – Gerry Weber Stadion
51. 3 lipca 2008 – Lipsk, Niemcy – Volkerschalchtdenkmal
52. 5 lipca 2008 – Darlington, Anglia – The Darlington Arena
53. 6 lipca 2008 – Perth, Szkocja – McDiarmid Park
54. 8 lipca 2008 – Konstancja, Niemcy – Bodeenseestadion
55. 9 lipca 2008 – Wenecja, Włochy – Piazza San Marco
56. 11 lipca 2008 – Surrey, Anglia – Mercedes-Benz World
57. 12 lipca 2008 – Doncaster, Anglia – Keepmoat Stadium
58. 13 lipca 2008 – Surrey, Anglia – Mercedes-Benz World
59. 19 lipca 2008 – Atlantic City, New Jersey, USA – Boardwalk Hall
60. 21 lipca 2008 – Essex Junction, Vermont, USA – Champlain Valley Exposition
61. 12 września 2008 – Calgary, Kanada – Pengrowth Saddledome
62. 13 września 2008 – Edmonton, Kanada – Rexall Place
63. 15 września 2008 – Saskatoon, Kanada – Credit Union Centre
64. 16 września 2008 – Regina, Kanada – Brandt Centre
65. 17 września 2008 – Regina, Kanada – Brandt Centre
66. 19 września 2008 – Winnipeg, Kanada – MTS Centre
67. 20 września 2008 – Winnipeg, Kanada – MTS Centre
68. 26 września 2008 – Halifax, Kanada – Halifax Metro Centre
69. 27 września 2008 – Halifax, Kanada – Halifax Metro Centre
70. 28 września 2008 – Moncton, Kanada – Moncton Coliseum
71. 30 września 2008 – St. John, Kanada – Harbour Station
72. 2 października 2008 – St. John’s, Kanada – Mile One Centre
73. 3 października 2008 – St. John’s, Kanada – Mile One Centre
74. 15 października 2008 – Hershey, Pensylwania, USA – Giant Center
75. 17 października 2008 – Charlottesville, Wirginia, USA – John Paul Jones Arena
76. 18 października 2008 – Wilkes-Barre, Pensylwania, USA – Wachovia Arena at Casey Plaza
77. 14 listopada 2008 – Uncasville, Connecticut, USA – Mohegan Sun Arena
78. 15 listopada 2008 – Uncasville, Connecticut, USA – Mohegan Sun Arena
79. 17 stycznia 2009 – São Paulo, Brazylia – Anhembi Sambadrome
80. 19 stycznia 2009 – Rio de Janeiro, Brazylia – Praça de Apoteose
81. 22 stycznia 2009 – Buenos Aires, Argentyna – Estadio Alberto J. Armando
82. 24 stycznia 2009 – Santiago, Chile – Movistar Arena
83. 1 kwietnia 2009 – Rapid City, Michigan, USA – Don Barnett Arena
84. 3 kwietnia 2009 – Laramie, Wyoming, USA – Arena-Auditorium
85. 4 kwietnia 2009 – Colorado Springs, Kolorado, USA – World Arena
86. 6 czerwca 2009 – Limerick, Irlandia – Thomond Park
87. 10 czerwca 2009 – Glasgow, Szkocja – Scottish Exhibition and Conference Centre
88. 13 czerwca 2009 – Bristol, Anglia – Bristol County Cricket Ground
89. 14 czerwca 2009 – Norfolk, Anglia – Holkham Hall
90. 20 czerwca 2009 – Skien, Norwegia – Skagerak Arena
91. 21 czerwca 2009 – Boras, Szwecja – Boras Arena
92. 27 czerwca 2009 – Lizbona, Portugalia – Estádio do Restelo
93. 30 czerwca 2009 – Wiesbaden, Niemcy – Wiesbaden Bowling Green
94. 3 lipca 2009 – Drezno, Niemcy – Theaterplatz
95. 4 lipca 2009 – Norymberga, Niemcy – Easy-Credit Stadium
96. 5 lipca 2009 – Stuttgart, Niemcy – Hanns-Martin-Schleyer-Halle
97. 7 lipca 2009 – Werona, Włochy – Verona Arena
98. 8 lipca 2009 – Pula, Chorwacja – Pula Arena
99. 11 września 2009 – Neapol, Włochy – Piazza del Plebiscito
100. 6 stycznia 2010 – Honolulu, Hawaje, USA – Neal S. Blaisdell Center
101. 9 stycznia 2010 – Honolulu, Hawaje, USA – Neal S. Blaisdell Center
102. 3 kwietnia 2010 – Mérida, Meksyk – Chichen Itza
103. 6 kwietnia 2010 – Chorpus Christi, Teksas, USA – American Bank Center
104. 9 kwietnia 2010 – Lubbock, Teksas, USA – United Spirit Arena
105. 10 kwietnia 2010 – Austin, Teksas, USA – Frank Erwin Center
106. 15 kwietnia 2010 – Hoffman Estates, Illinois, USA – Sears Centre
107. 16 kwietnia 2010 – Des Moines, Iowa, USA – Wells Fargo Arena
108. 17 kwietnia 2010 – Ashwaubenon, Wisconsin, USA – Resch Center
109. 24 kwietnia 2010 – Grand Rapids, Michigan, USA – Van Andel Arena
110. 25 kwietnia 2010 – Toledo, Ohio, USA – Lucas County Arena
111. 30 kwietnia 2010 – Reading, Pensylwania, USA – Sovereign Center
112. 1 maja 2010 – Youngstown, Ohio, USA – Covelli Centre
113. 8 maja 2010 – Boca del Rio, Meksyk – Estadio Luis „Pirata” Fuente
114. 9 lipca 2010 – Kingston, Kanada – K-Rock Centre
115. 10 lipca 2010 – Hamilton, Kanada – Copps Coliseum
116. 12 lipca 2010 – Sault Ste. Marie, Kanada – Essar Centre
117. 16 lipca 2010 – Prince George, Kanada – CN Centre
118. 17 lipca 2010 – Kelowna, Kanada – Prospera Place
119. 18 lipca 2010 – Yakima, Waszyngton, USA – Yakima SunDome
120. 22 lipca 2010 – Tucson, Arizona, USA – Tucson Arena
121. 24 lipca 2010 – Chula Vista, Kalifornia, USA – Cricket Wireless Amphitheatre
122. 28 lipca 2010 – Lake Tahoe, USA – Harveys Outdoor Arena